# Кооп Сити (Бронкс)
Кооп Сити (на английски: Co-op City), съкратено от Коопъратив Сити (Cooperative City – Кооперативен град), е жилищен квартал с небостъргачи в градски окръг Бронкс, град Ню Йорк, щат Ню Йорк, САЩ, завършен през 1973 г.
Създаден като жилищна кооперация, със своите 43 752 жители (според преброяването в САЩ от 2010 г.) той е най-големият жилищен кооператив в света.
Заема площ от общо 320 акра (1,3 кв. км), като само 20 % от нея е застроена, оставяйки много зелени терени.
Комплексът има 15 372 апартамента (всеки с от 1 до 3 спални) в 35 високи сгради и 7 групи от таунхауси (ниски къщи с дворчета, плътно една до друга), като представлява най-големия жилищен проект в Съединените щати.
Блоковете, обозначени с номера, имат от 24 до 33 етажа. Те са 3 вида: Трипъл Кор (Triple Core) – всеки с 500 апартамента на 26 етажа, Шеврон (Chevron) – 24 ет. и 414 ап., Тауър (Tower) – 33 ет. и 414 ап. Таунхаусите, обозначени по името на тяхната група, са 3-етажни, като всеки се състои от апартаменти – долен с градина и 1 спалня и горни с по 3 спални.
Инфраструктурата включва 8 етажирани паркинга, 3 търговски центъра, електроцентрала, образователен парк (100 дка), 6 училища (средно „Хари Труман“ с планетариум, 2 основни, 3 начални), детски градини, 9 игрища и др.
Редът се поддържа от частна компания за сигурност в състав от 110 души.